# Liste der Einträge im National Register of Historic Places im Bond County

Lage des Bond County in Illinois

Die Liste der Einträge im National Register of Historic Places im Bond County in Illinois führt die zwei aktuellen Bauwerke und historischen Stätten im Bond County auf, die in das National Register of Historic Places aufgenommen wurden.
| [ 2 ] | Name                      | Bild                      | Eintragsdatum        | Lage                                                 | Ort        | Beschreibung                     |
| ----- | ------------------------- | ------------------------- | -------------------- | ---------------------------------------------------- | ---------- | -------------------------------- |
| 1     | Greenville Public Library | Greenville Public Library | 1995 ID-Nr. 95000991 | 414 West Main Avenue 38° 53′ 30″ N, 89° 24′ 57″ W    | Greenville |                                  |
| 2     | Old Main, Almira College  | Old Main, Almira College  | 1975 ID-Nr. 75000638 | 315 East College Street 38° 53′ 38″ N, 89° 24′ 19″ W | Greenville | Hogue Hall im Greenville College |